# Glasbius
Glasbius — рід сумчастоподібних ссавців, які мешкали в Північній Америці під час крейдового періоду.
Види:
- Glasbius intricatus
- Glasbius piceanus
- Glasbius twitchelli